# 幸せを呼ぶミナの文房具店
『幸せを呼ぶミナの文房具店』（しあわせをよぶみなのぶんぼうぐてん）は、2013年の韓国映画。
2013年5月16日に韓国で公開された。
『くだらないロマンス』のチェ・ガンヒ主演で贈るファンタスティック・コメディ。

## ストーリー
カン・ボングン(チュ・ジンモ)が経営するミナ文房具店。
ある日、ボングンが倒れて入院することに。
そして、ミナ文房具店の経営を任されることになったのが、京畿道庁税政課に勤めるひとり娘のミナ(チェ・ガンヒ)。
ミナは仕事でトラブり、すべてが裏目に出て、２か月の停職処分を受けた矢先の事だったため、ちょうどよかった。
田舎に戻ったミナは、幼い時から見たくもなかった文房具店の商品をまるごと売ってしまおうと画策する。
だが、文房具店を訪れるいたいけな子どもたちの心情に触れ、子どものころを思い出して、感慨にふけるようになる。
そんな時、幼なじみのチェ・ガンホ(ポン・テギュ)が小学校の教師として母校に赴任したことを知る。

## キャスト
| 役名                   | 俳優           | 役どころ                   |
| ---------------------- | -------------- | -------------------------- |
| カン・ミナ             | チェ・ガンヒ   | 京畿道庁税政課職員         |
| チェ・ガンホ           | ポン・テギュ   | 小学校教師、ミナの幼なじみ |
| カン・ボングン         | チュ・ジンモ   | ミナの父                   |
| ペさん                 | チョン・ギュス | 不動産屋                   |
| チャン・マンソク       | キム・ウォネ   | 卸商                       |
| パク・ソヨン           | キム・ゴウン   | 小学生                     |
| カン・ミナ子ども時代   | パク・サラン   |                            |
| チェ・ガンホ子ども時代 | ク・スンヒョン |                            |
| ソジン                 | キム・ダニュル | 小学生                     |
| テグォン               | ヤン・ハニョル | 小学生                     |
| オソン                 | オム・チソン   | オソン文房具店の子ども     |

## スタッフ
- 監督：チョン・イクファン
- 脚本：ペ・セヨン
- 製作：ピョル・ウィピョル
- 撮影：チョン・ソゴン
- 編集：キム・ソンミン
- 音楽：イ・ジェジン